# Ana María de Soto
Ana María de Soto (Aguilar de la Frontera, 15 agosto 1775 – Montilla, 5 dicembre 1833) è stata una militare spagnola.
È stata la prima donna a prestare ufficialmente servizio in un reggimento della Marina Militare spagnola.

## Biografia
Ana María de Soto nacque a Aguilar de la Frontera, in Andalusia, il 16 agosto 1775, figlia di Tomás de Soto, originario di Montilla, e di Gertrudis de Alhama, di Aguilar. Le uniche informazioni storiche sul suo aspetto sono che aveva i capelli castani e gli occhi marroni. Nel 1793, a 18 anni, si arruolò nella sesta compagnia dell’11º Battaglione di fanteria della Infantería de Marina, la Marina Militare spagnola, fingendosi un uomo con il nome di Antonio María de Soto e raccontando di avere 16 anni per giustificare l'assenza della barba
Il 4 gennaio 1974 si imbarcò sulla fregata Nuestra Señora de las Mercedes. In seguito presto servizio sulla Balbina, sulla Santa Dorotea, e nuovamente sulla Mercedes nel 1776. Durante la sua vita militare partecipò all'attacco a Bañuls, alla difesa di Roses in Catalogna, alla battaglia di Capo San Vincenzo nel 1797 contro la flotta inglese e alla difesa di Cadice comandata dall'ammiraglio José de Mazarredo Salazar Muñatones y Gortázar durante l'assedio della città ad opera della Royal Navy nello stesso anno.
Venne congedata il 7 luglio 1798, quando durante una visita medica venne scoperto che era in realtà una donna, e l'ammiraglio José de Mazarredo ordinò il suo immediato sbarco dalla nave. Il suo caso venne portato all'attenzione della corte reale e Carlo IV di Spagna, ammirando il suo coraggio ed l'eroico comportamento durante le battaglie, il 24 luglio 1798 le conferì il grado di sergente e una pensione di due reales de vellón al giorno affinché potesse prendersi cura dei genitori, oltre al diritto di indossare vestiti con i colori della Marina e le insegne del grado di sergente.
Dopo il congedo tornò dal suoi genitori, e l'anno seguente ottenne una licenza per aprire una tabaccheria a Montilla, paese natale del padre, dove visse per il resto della sua vita. Morì a Montilla il 4 dicembre 1833, all'età di 58 anni.